# أحمد أشرف
أحمد أشرف محمد الفقي، لاعب كرة قدم سعودي من أصل مصري من مواليد السعودية، مثل منتخب السعودية في كأس الخليج 23 في الكويت وكان قريبًا أيضًا من الانضمام للمنتخب المصري، ويلعب في نادي الجبلين.

## بداياته
بدأ في مقر مسكنه بالمملكة ثم انضم لأحد الفرق التي تشارك في بطولات الجالية السودانية ، وانتقل منه إلى أكاديمية الشلهوب التي يديرها شقيق محمد الشلهوب لاعب الهلال.

### توقيعه مع نادي الهلال
وقع مع نادي الهلال في 10 يناير 2018 لمدة سنة ونصف بمبلغ 100 ألف ريال ؛ وقد جاء التعاقد في إطار مشروع اللاعبين الموهوبين من مواليد السعودية الذي أقيم مؤخرًا في المملكة ضمن اللاعبين الذين انضموا إلى مختلف أندية الدوري السعودي بعد قرار الهيئة الرياضية السماح لهم بالانضمام إلى أندية دوري المحترفين ، وشارك في عدد من المباريات مع نادي الهلال في الدوري السعودي للمحترفين ، حيث كان الظهور الأفضل له في مواجهات الفيصلي والباطن ، وكذلك أمام النصر وأعير إلى نادي الفيصلي لمدة موسم في صيف 2019 و انتقل إلى نادي الفيصلي بشكل نهائي في صيف 2020 وانتقل إلى نادي التعاون في عام 2023 وانتقل إلى نادي الجبلين في عام 2024.

### المنتخب السعودي
تم اختياره ضمن صفوف منتخب السعودية الذي شارك في كأس الخليج العربي «خليجي 23» ، وهي بطولة غير رسمية ، ولكنه لم يشارك في أي مباراة ، ولكن كانت أولى مشاركاته الرسمية مع المنتخب السعودي في 23 مارس 2018.

## إحصائيات مشاركاته
آخر تحديث في 21 يونيو 2018

### مع الأندية
| الفريق | الموسم    | الدوري  | الدوري | الكأس   | الكأس | البطولات القارية | البطولات القارية | الإجمالي | الإجمالي |
| الفريق | الموسم    | مشاركات | أهداف  | مشاركات | أهداف | مشاركات          | أهداف            | مشاركات  | أهداف    |
| ------ | --------- | ------- | ------ | ------- | ----- | ---------------- | ---------------- | -------- | -------- |
| الهلال | 2017–2018 | 7       | 0      | 0       | 0     | 0                | 0                | 7        | 0        |
| الهلال | الإجمالي  | 7       | 0      | 0       | 0     | 0                | 0                | 7        | 0        |

## الألقاب والإنجازات

### الهلال
- دوري المحترفين السعودي: 2017–2018.

## روابط خارجية
- أحمد أشرف على موقع قاعدة بيانات كرة القدم.إي يو (الإنجليزية)
- أحمد أشرف على موقع ناشيونال فوتبول تيمز (الإنجليزية)
- أحمد أشرف على موقع Soccerway.com (الإنجليزية)
- أحمد أشرف على موقع عالم كرة القدم.نت (الإنجليزية)
- أحمد أشرف على موقع كووورة